# Sarcomphalus
Sarcomphalus es un género de plantas de la familia Rhamnaceae.Anteriormente se había colocado como sinónimo de Ziziphus, así como también algunas especies dentro de este.

## Distribución
El área de distribución nativa de este género se extiende en las zonas tropicales y subtropicales de América del Norte, Central y del Sur.

## Taxonomía

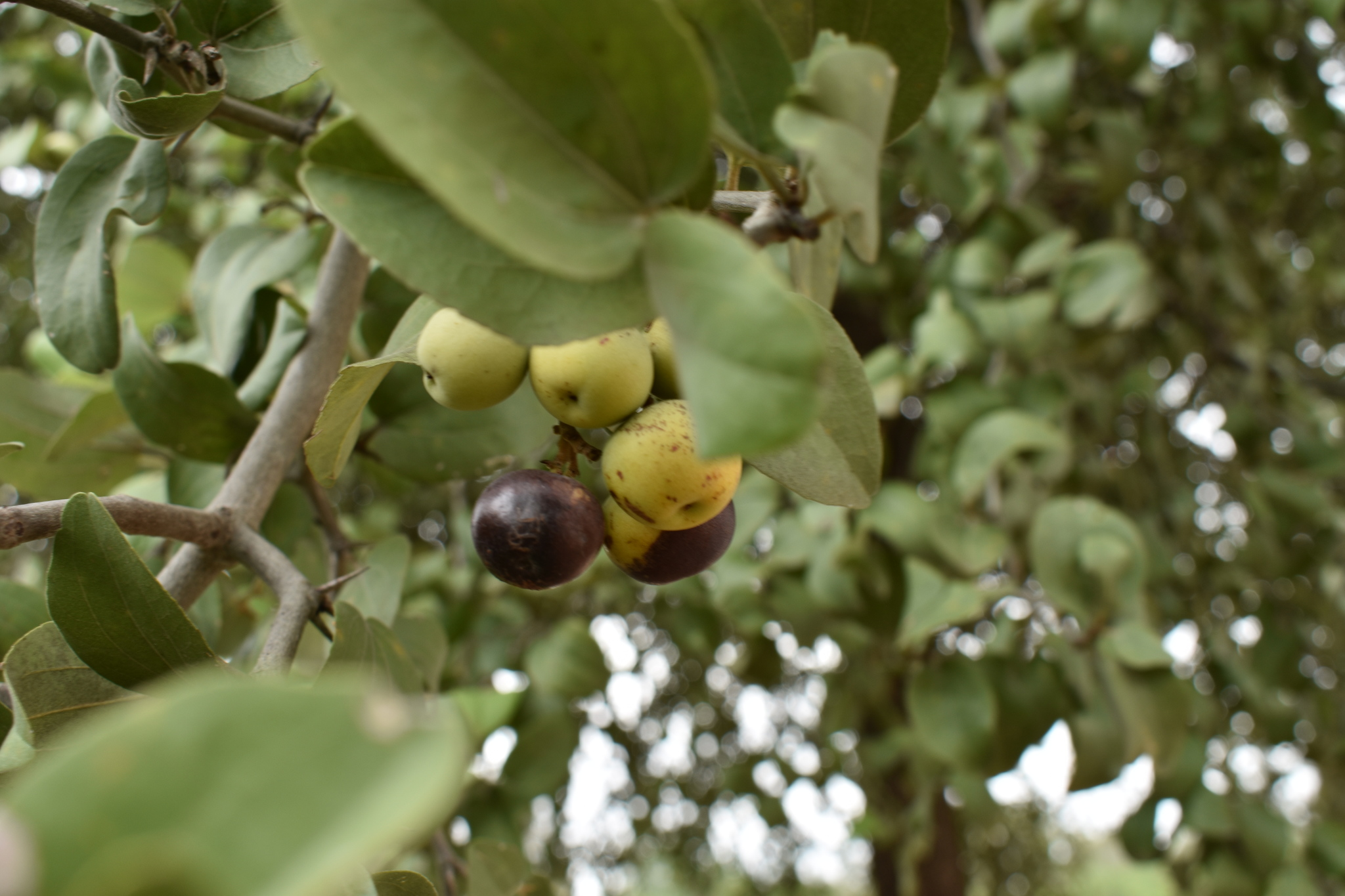
Sarcomphalus mistol

El género fue descrito por Patrick Browne y publicado en The Civil and Natural History of Jamaica in Three Parts 179, en 1756.

#### Etimología
Sarcomphalus: nombre genérico que se deriva de la combinación de los dos vocablos griegos σάρξ, σαρκός (sárx, sarcόs); "carne", y ὀμφαλός (omphalós); "ombligo", en referencia a la parte carnosa que rodea el ovario (embrión) en la base de la flor de las especies del género.

#### Especies
Comprende 32 especies y 4 variedades aceptadas:
- Sarcomphalus acutifolius Griseb., 1866
- Sarcomphalus amole (Sessé y Moc.) Hauenschild, 2016
- Sarcomphalus bidens Urb., 1924
- Sarcomphalus chloroxylon (L.) Hauenschild, 2016
- Sarcomphalus cinnamomum (Triana y Planch.) Hauenschild, 2016
- Sarcomphalus crenatus Urb., 1902[5]
- Sarcomphalus cyclocardius (S.F.Blake) Hauenschild, 2016
- Sarcomphalus divaricatus Griseb., 1866
- Sarcomphalus domingensis (Spreng.) Krug y Urb., 1899[6]
- Sarcomphalus glaziovii (Warm.) Hauenschild, 2016
- Sarcomphalus guatemalensis (Hemsl.) Hauenschild, 2016
- Sarcomphalus havanensis (Kunth) Griseb., 1866 - azofaifo de Cuba o azufaifo de Cuba[7]
  - Sarcomphalus havanensis var. bullatus (Urb.) Hauenschild, 2016
  - Sarcomphalus havanensis var. havanensis
- Sarcomphalus joazeiro (Mart.) Hauenschild, 2016
- Sarcomphalus laurinus Griseb., 1859
- Sarcomphalus lloydii (Standl.) Hauenschild, 2016
- Sarcomphalus mexicanus (Rose) Hauenschild, 2016
- Sarcomphalus microdictyus Urb. y Ekman, 1926
- Sarcomphalus mistol (Griseb.) Hauenschild, 2016
- Sarcomphalus obovatus Urb., 1924
- Sarcomphalus obtusifolius (Hook. ex Torr. y A.Gray) Hauenschild, 2016
  - Sarcomphalus obtusifolius var. canescens (A.Gray) Hauenschild, 2016
  - Sarcomphalus obtusifolius var. obtusifolius
- Sarcomphalus parvifolius Urb. y Ekman, 1926
- Sarcomphalus pedunculatus (Brandegee) Hauenschild, 2016
- Sarcomphalus piurensis (Pilg.) Hauenschild, 2016
- Sarcomphalus platyphyllus (Reissek) Hauenschild, 2016

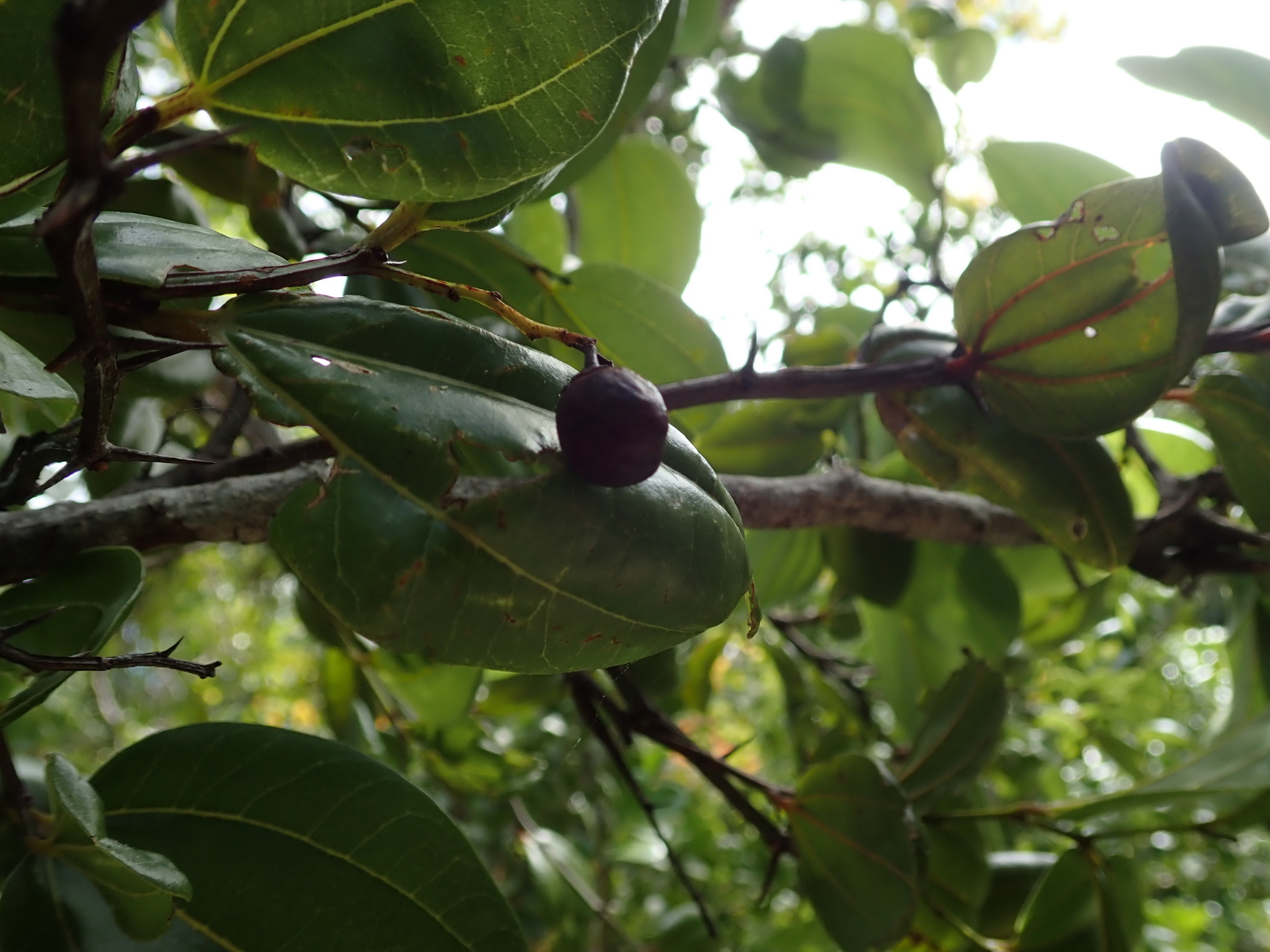
Sarcomphalus domingensis

- Sarcomphalus domingensisSarcomphalus reticulatus (Vahl) Urb., 1899[8]
- Sarcomphalus rhodoxylon (Urb.) Hauenschild, 2016
- Sarcomphalus saeri (Pittier) Hauenschild, 2016
- Sarcomphalus strychnifolius (Triana y Planch.) Hauenschild, 2016
- Sarcomphalus taylorii Britton, 1905
- Sarcomphalus thyrsiflorus (Benth.) Hauenschild, 2016
- Sarcomphalus undulatus (Reissek) Hauenschild, 2016
- Sarcomphalus yucatanensis (Standl.) Hauenschild, 2016